# パスクアル・ヨルダン

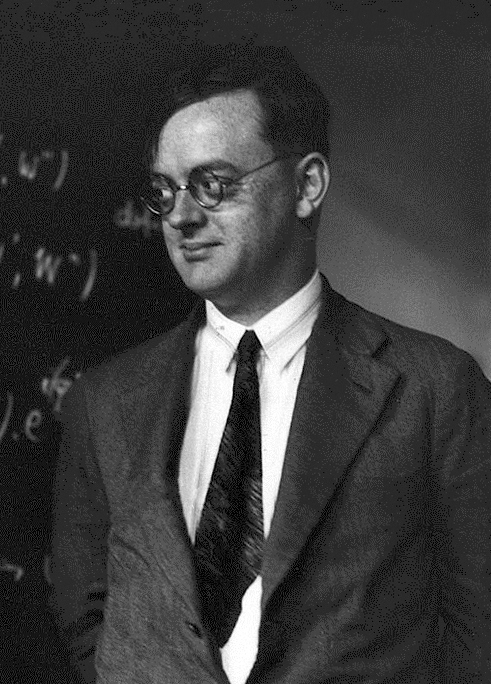
Pascual Jordan

エルンスト・パスクアル・ヨルダン（Ernst Pascual Jordan、1902年10月18日 - 1980年7月31日）は、ドイツの物理学者。姓はジョルダンとも表記される。量子力学に数学的基礎を与えた物理学者の一人である。ヨルダン代数で知られる。

## 人物・生涯
ハノーファーで生れた。ハノーファー工科大学で学んだ後、ゲッティンゲン大学で学位をとった。マックス・プランク、ヴェルナー・ハイゼンベルクのもとで研究した。1929年ロストック大学の教授となった。1933年ナチ党に参加し、突撃隊のメンバーになった。1942年マックス・プランク・メダルを受賞し、1944年、マックス・フォン・ラウエの後をついでベルリン大学の教授になった。戦後は大戦中の政治的立場から公職を追われ、1947年からはハンブルク大学の客員教授の立場となり、1953年になってハンブルク大学の教授職についた。戦後も反動的な立場で政治的な発言を行った。